# Karl Marthinsen
Karl Alfred Nicolai Marthinsen (ur. 25 października 1896 w Karlsøy, zm. 8 lutego 1945 w Oslo) – norweski kolaborant, wojskowy i policjant, dowódca Statspolitiet i Sikkerhetspolitiet podczas II wojny światowej. 

## Życiorys
W młodości pracował jako marynarz,  później wstąpił do wojska, gdzie ostatecznie awansował do stopnia kapitana. Od 1933 roku był członkiem Nasjonal Samling. Podczas wojny zimowej zajmował się inwigilacją norweskich środowisk komunistycznych, podczas tej pracy poznał Jonasa Lie. Po kampanii norweskiej i rozwiązaniu Norweskich Sił Zbrojnych wstąpił do policji.
Wiosną 1941 roku został mianowany szefem Statspolitiet w stopniu pułkownika policji. Jesienią 1942 roku osobiście wydał rozkaz nakazujący deportację ponad 767 norweskich Żydów do więzień i obozów w III Rzeszy, w większości do Auschwitz-Birkenau. Był również jednym z sędziów, którzy skazali na śmierć Gunnara Eilifsena. Od 1944 roku był także dowódcą organizacji Hird. 
Zginął 8 lutego 1945 roku w zamachu zorganizowanym przez norweski ruch oporu w Oslo – jego samochód został ostrzelany z karabinu maszynowego, Marthinsen zginął na miejscu. W ramach represji po jego śmierci władze okupacyjne rozstrzelały 28 bojowników ruchu oporu (m.in. Haakona Sæthre).